# نكري سمبيلن
نكري سمبيلن دار الخصوص (بالجاوي: «نڬري سمبيلن دار الخصوص» وبالبهاسا: "Negeri Sembilan") هي أحد الأقاليم الماليزية على الساحل الغربي لشبه جزيرة الملايو. وتعني «التسعة أقاليم» بلغة البهاسا. بالملايو: نڬري سمبيلان

## جغرافيا
نيجيري سيمبيلان على الحدود مع سلاغور في الشمال ومع ملقا في الجنوب ومع جوهر في الجنوب ومع فهغ إلى الشرق. ويواجه مضيق ملقا في الجانب الغربي.

## المناطق الإدارية
- سرمبن – العاصمة (بما في ذلك مدينة نيلاي)
- رمباو
- كوالا فيله
- تمفين
- جمفول
- جلابو
- فورت ديكسون

## المواصلات

### البر
- الطريق السريع الشمال والجنوب
- الطريق السريع کــاجــنــج – ســرمــبــن

### المياه
- فـورت ديكسون

### الجو
- KLIA

## التعليم
- جامعة العلوم الإسلامية الماليزية

## أعلام
- ريتشل تان
- تان كوك واي
- شفيق رحيم
- محمد زامري بابا
- حسن مالك